# Louis-Jean Calvet
Louis-Jean Calvet   (Bizerta, 5 de juny de 1942) és un lingüista i assagista francès, docent a les universitats París V i Provença Ais-Marsella.
Calvet és conegut pels seus assajos sociolingüístics en els quals relaciona el llenguatge i les llengües amb les formes de poder, control i expansió política i econòmica.
Entre les seves obres destaquen una biografia de Roland Barthes i llibres com "La guerra de les llengües i les polítiques lingüístiques". En aquesta obra Louis-Jean Calvet fa servir una metàfora bèl·lica que justifica al llarg del text. Segons l'autor, hi ha guerres entre parlants, entre grups humans diversos i entre interessos socials, polítics i econòmics.